# جی‌سی‌سی
کلکسیون کامپایلرهای گنو یا «مجموعهٔ مترجمِکدهای گنو»(به انگلیسی: GNU Compiler Collection) که به اختصار GCC نیز خوانده می‌شود، مجموعه‌ای از کامپایلرها برای زبان‌های برنامه‌نویسی مختلف است که به وسیلهٔ پروژه گنو به وجود آمده‌است.
جی‌سی‌سی یکی از کلیدی‌ترین اعضای زنجیره ابزار گنو (به انگلیسی: Gnu ToolChain) است. جی سی سی در ابتدا فقط کامپایلری استاندارد برای سیستم گنو بود ولی امروزه در بسیاری از سیستم‌عامل‌های مشابه یونیکس از آن استفاده می‌شود؛ مانند گنو/لینوکس، خانواده بی‌اس‌دی، اواس ایکس. همچنین جی‌سی‌سی برای معماری‌های سخت‌افزاری مختلف نیز پورت شده‌است.
جی‌سی‌سی در اوایل سرنام کلمات GNU C Compiler بود؛ زیرا فقط توانایی کامپایل برنامه‌های نوشته شده به زبان C را داشت؛ که با مرور زمان قادر به ترجمه زبان‌های بیشتری مانند سی‌پلاس‌پلاس، فورترن، پاسکال، جاوا، آبجکتیو سی و ایدا شد. پس از آن جی سی سی سرنام کلمات GNU Compiler Collection شد.
بنیاد نرم‌افزارهای آزاد جی‌سی‌سی را تحت اجازه‌نامه آزاد گنو (جی‌پی‌ال) نسخه ۳ به انضمام استثناهای منحصر به جی‌سی‌سی منتشر کرده‌است. جی‌سی‌سی نرم‌افزار آزاد است.

## پیشینه
ریچارد استالمن در تلاش برای راه‌اندازی سیستم‌عامل گنو از اندرو تننبام، نویسندهٔ کیت کامپایلر آمستردام (همچنین از آن به عنوان کین کامپایلر دانشگاه مستقل(به انگلیسی: free University) نیز یاد می‌شود) درخواست کرد که از کامپایلر او استفاده کند اما از آنجا که تننبام در پاسخ توضیح داد که اگرچه نام دانشگاه مستقل (آزاد) است اما کامپایلر آن نیست (بازی با کلمه free) استالمن تصمیم گرفت کامپایلر خود را بنویسد. وی نوشتن جی‌سی‌سی را در سال ۱۹۸۵ شروع کرد و در سال ۱۹۸۷ به عنوان کامپایلر پروژه گنو منتشر کرد.

## ویژگی‌ها
برخی از ویژگی‌ها و امکانات جی‌سی‌سی به قرار زیر است:
- بهینه‌سازی زمان پیوند هر فایل کد که کامپایل می‌شود یک فایل آبجکت مجزا به همراه یک فایل کمکی برای پیونددهی تولید می‌کند. زمانی که فایل‌های آبجکت پیوند می‌خورند یکبار دیگر کامپایلر اجرا می‌شود و از فایل کمکی برای پیونددهی، برای بهینه‌سازی فایل‌های آبجکتی که به‌طور مجزا تولید شدند در سرتاسر برنامه استفاده می‌کند.
- افزایه‌ها می‌توانند امکانات کامپایلر را به صورت مستقیم گسترش دهند.[۷]
- حافظه تراکنشی سی‌پلاس‌پلاس زمانی که با دستور -fgnu-tm اجرا شود.[۸][۹]

## پشتیبانی از سخت‌افزارها
جی سی سی معماری‌های پردازنده‌های گوناگونی را پشتیبانی می‌کند. به دلیل ماهیت پروژه گنو بخش عقب بندی کامپایلر هم اسمبلری به نام گنو اسمبلر از همین پروژه است (X86).
چند معماری مهم که جی سی سی پشتیبانی می‌کند.
- ایکس ۸۶ (یا IA-32)
- ایکس ۶۴–۸۶
- ای وی آر
- پاور پی سی
- پی دی پی - ۱۱ (پردازندهٔ این مین فریم)
- اسپارک
- میپس[۱۰]

## مجوز

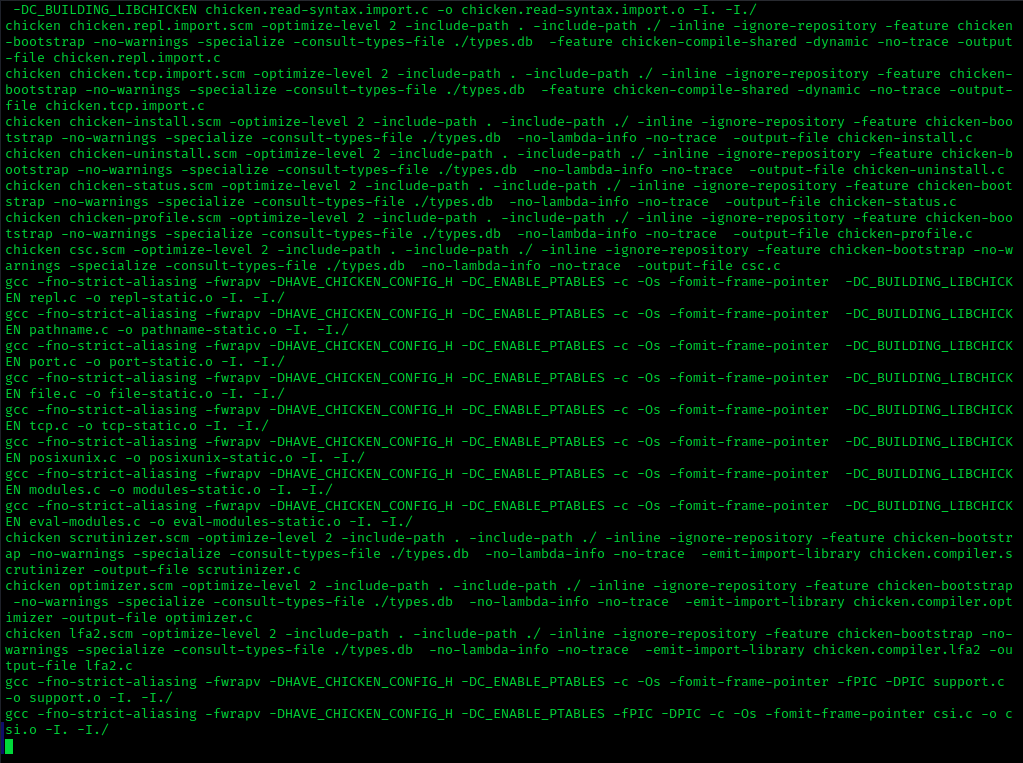
مرتبط

این کامپایلر تحت مجوز گنو جی‌پی‌ال نسخهٔ ۳ منتشر می‌شود، که یک بند استثنا برای آن در وب‌سایت گنو تحت عنوان GCC runtime exception یا «استثنای دورهٔ اجرای جی‌سی‌سی» تعریف شده‌است. این بند به کاربران اجازه می‌دهد تا قادر باشند علاوه بر نرم‌افزارهای آزاد، نرم‌افزارهای غیرجی‌پی‌ال از جمله نرم‌افزارهای انحصاری را هم با استفاده از جی‌سی‌سی کامپایل کنند.